# Brückenstraße (Köln)

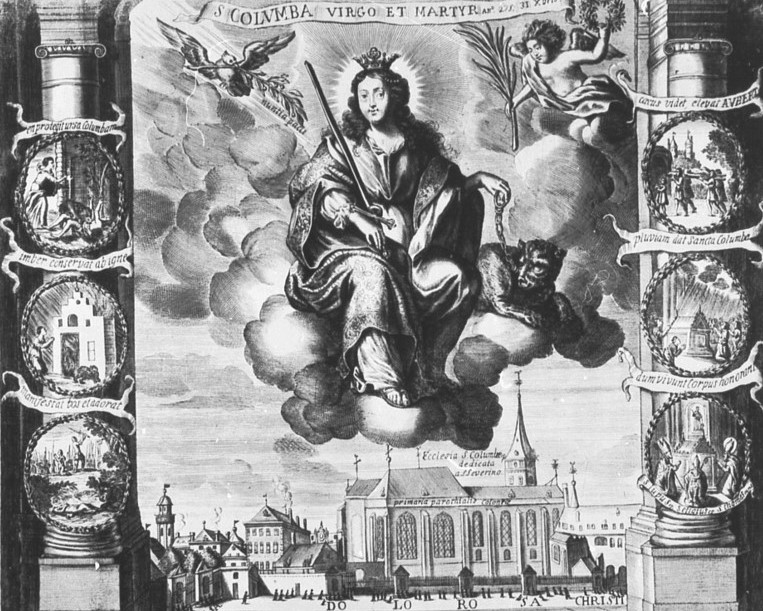
Brückenstraße – St. Kolumba mit Nordansicht der Kirche (um 1680)

Die Brückenstraße ist eine 176 Meter lange Straße in der Kölner Altstadt-Nord.

## Lage
Die Brückenstraße verläuft von der Hohe Straße in westlicher Richtung bis zur Herzogstraße/Kolumbastraße. Ihre westliche Verlängerung ist die Glockengasse, die östliche heißt Obenmarspforten. Zwischen Hohe Straße und der Kreuzung Ludwigstraße wurde eine Fußgängerzone eingerichtet. Über einen Teil der Brückenstraße verläuft der Kölner Rosenmontagszug.

## Geschichte

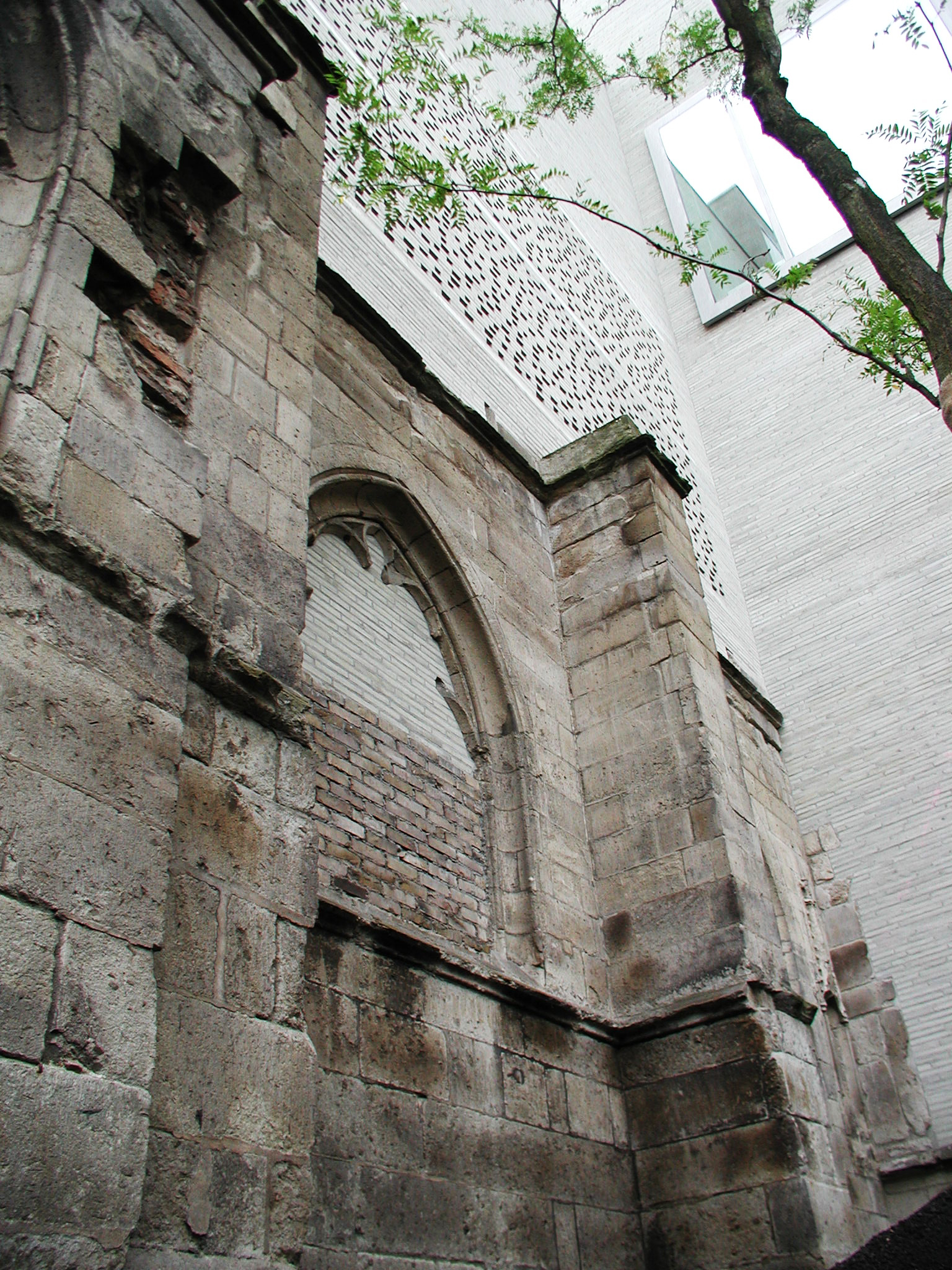
Brückenstraße – St. Kolumba mit integriertem Restmauerwerk

### Frühes Mittelalter
Wohl im Frühmittelalter spielte sich in der Brückenstraße die Legende vom Marienbild zu Köln ab. Ein in der Brückenstraße wohnender, hochverschuldeter Kaufmann namens Albert war von der Strafe des Schuldturms bedroht. Er war Gläubiger von und Bürge für Handelshäuser in Lübeck und Venedig, die in Konkurs gegangen waren. Albert traf in seiner Not zufällig am Bayenturm auf einen venezianisch gekleideten Kaufmann, der ihm finanzielle Unterstützung bot, wenn Albert seine Ehefrau dem Venezianer in spätestens 12 Jahren verschreibe. Nach Abgabe dieses Versprechens verhalf ihm der Venezianer zu Reichtum. Zum Fristablauf fuhr Albert mit seiner Frau (diese in Form eines Geistes) zur Severinstorburg, wo der Venezianer unerwartet die Verschreibung für nichtig erklärte. Grund war, dass die verschriebene Gattin am Morgen zur Jungfrau Maria in St. Maria im Kapitol gebetet und Hilfe bekommen hatte. Alberts Haus soll in der Brückenstraße Nr. 5 gelegen haben.

### Bebauung
Erstes Bauwerk auf der – damals noch unbenannten Straße – war die im Jahre 980 erstmals belegte Kirche St. Kolumba (später Nr. 46), die älteste selbständige Pfarrkirche in Köln; sie wurde 1135 erstmals als Pfarrkirche mit vornehmem Rang (lateinisch praochia primaria) erwähnt. Bürgermeister Dietrich von der Mühlengasse besaß um 1179 einen Hof in der Brückenstraße in Höhe der Kirche, auch Gottfried von Wetterhahn. Im Jahre 1260 wird erstmals das „Haus Zur Lilie“ erwähnt, das 1445 durch Robert Blitterswich erworben wurde. Die Errichtung des Beginen-Konvents „Buntouge“ in der Brückenstraße Nr. 40 erfolgte im Mai 1282 durch Johannes Buntouge. Im Jahre 1689 wurde er zuletzt als „Konvent zum Bündchen“ erwähnt.

### Spätmittelalter
Der Straßenname zu Römerzeiten (lateinisch supra pontem) erinnert an die im Juli 1417 gegründete Deutzer Fähre, deren Anlegestelle weiter östlich rheinwärts in Höhe der Brückenstraße lag. Die Besiedlung der Straße im Umfeld von St. Kolumba begann jedoch später, als der damals wohl reichste und mächtigste Bürger Kölns, Gerhard Scherfgin, ab September 1301 dort das „Haus de Strungede“ besaß. Sigbert Louvenberg erbaute 1388 „Haus Groenendal“ an der damals noch „Up der bruggen“ heißenden Brückenstraße (Nr. 12). Im Jahre 1400 erwarb Wilhelm Grin das „Haus Graloch“ in der Brückenstraße („zer Brueghen“). Das benachbarte „Haus Arck“ befand sich seit 1403 im Eigentum der Witwe Jutta von der Arken, nachdem ihr Gatte Hermann verstarb. Zu jener Zeit hieß die Straße „Up der Bruggen“. Gerhard von der Hennen kaufte 1408 vier Steinhäuser gegenüber der Kirche St. Kolumba. Seit November 1439 wohnte Ritter Johann Hirtze im „Haus zum Grin“ („großes Haus zum Grin“ oder „Gryn“; Nr. 8–10), seit Februar 1475 war ein Johann van Hielden im „Haus zum Paradies“ auf der Brückenstraße Nr. 5 gemeldet. Im August 1446 erwarb der Maler Everhard Treynkin das neben dem „kleinen Haus zum Grin“ stehende Haus (Nr. 1–3), das 1469 die Witwe Aleyd Treynkin als Erbin übernahm. Am 25. Juli 1470 übertrug Johann Hirtze die Häuser „Nuwenberg“ und „Koggen“ an Godert von Wasservasse, der sie am selben Tag zurück übertrug (Scheingeschäft).
Im „Wallbot-Bornheimschen Hof“ mit imposantem Rittertum (während der Franzosenzeit Nr. 4586, heute Nr. 12) übernachtete im Juni 1494 der römisch-deutsche König Maximilian I. für elf Tage, der ab 14. Juni 1505 diesmal als Kaiser Maximilian I. während des Kölner Reichstages hier logierte. Der im Gürzenich abgehaltene Reichstag übertraf bei weitem die Festlichkeiten des Jahres 1494. „Haus Arck“ ging im Februar 1513 auf Itgin Tack, im Mai 1514 auf Joeris Tack über.

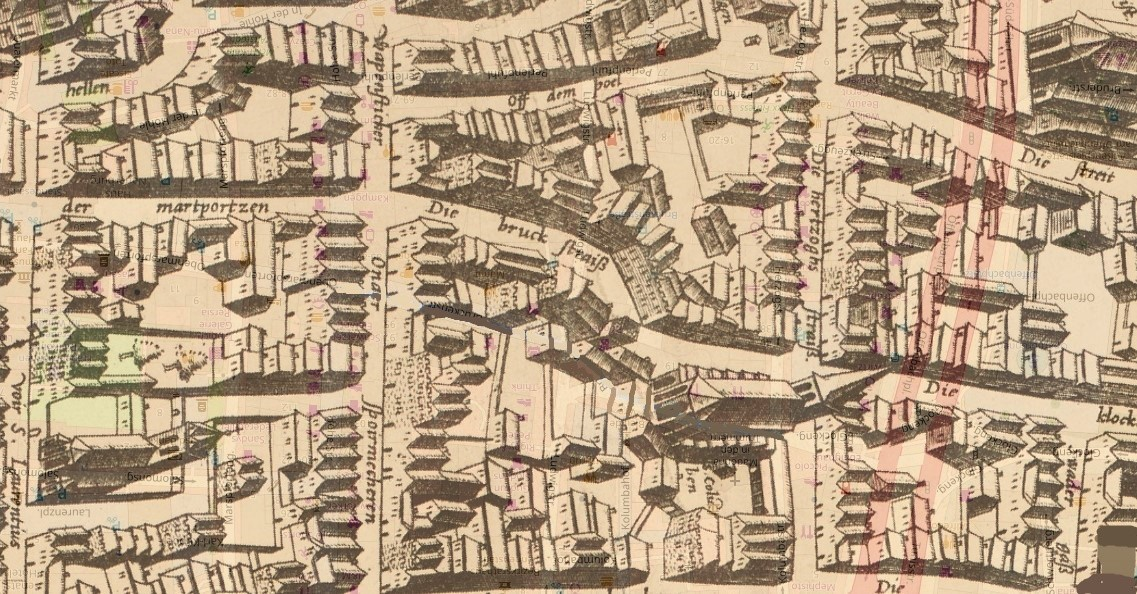
Brückenstraße – Kölner Stadtansicht von 1570 des Arnold Mercator, „Die bruck straiß“

In der Kölner Stadtansicht von 1570 des Arnold Mercator hieß sie „Die bruck straiß“. Sie kreuzte die heutige Hohe Straße, deren südlicher Teil „Onder Wappensticker“ (Unter Wappensticker) und deren nördlicher Teil „Onder Spoirmecheren“ (Unter Sporenmachern) hieß. Die Brückenstraße führte damals bis zur heutigen Herzogstraße (früher „Hertzoghs straiß“), die westliche Verlängerung war die Glockengasse („klocker gaß“), die östliche die Obenmarspforten („martyrportzen“). Die Karte zeigt, dass es in der Brückenstraße keine Baulücken gab. Die Kaiserliche Post eröffnete in der Brückenstraße im November 1577 ein von Thurn und Taxis betriebenes Postamt.
Das „Haus Gryn“ (oder „Grin“; Nr. 8) befand sich ab 1580 im Besitz des Bürgermeisters Caspar Kannengießer. Maria de’ Medici beschwerte sich vier Tage nach ihrer Flucht am 12. Oktober 1641 über ihre ärmliche Unterkunft im Haus „Zum Paradies“ (Nr. 5), so dass Jost Maximilian von Bronckhorst-Gronsfeld ihr eine angemessenere Unterkunft in der Sternengasse Nr. 10 verschaffte. Am 21. November 1641 fand die Taufe von Maria Groensfeld, der Tochter der Gräfin Groensfeld, im „Haus zum Paradies“ statt. Im 1660 fertiggestellten „Metternicher Hof auf der Brücken“ (Nr. 5) wohnte die gräfliche Familie Wolff-Metternich mit dem Familienoberhaupt Johann Adolf Wolff Metternich zur Gracht (1592–1669).
Das „Haus Gryn“ gelangte inzwischen in den Besitz der Familie Wylich und von dieser zum Freiherrn von Nesselrode-Trachenberg, der es in „Nesselroder Hof“ umbenannte. Seine weiteren Eigentümer waren der Stadt-Syndikus Nicolas Joseph Biermann (1794), DuMont Schauberg (1806) und Theodor Kamper (1832), bevor es einer Ladenpassage weichen musste. DuMont-Schauberg erwarb das Anwesen im März 1806, um hier eine Druckerei unterzubringen. Das Haus in der Brückenstraße 1–3 erwarb 1815 Friedrich Wilhelm Bemberg, der darin eine Baumwollspinnerei mit rund 150 Arbeitern einrichtete. Seit 1817 diente das „Bemberg’sche“ Haus als Kaserne.

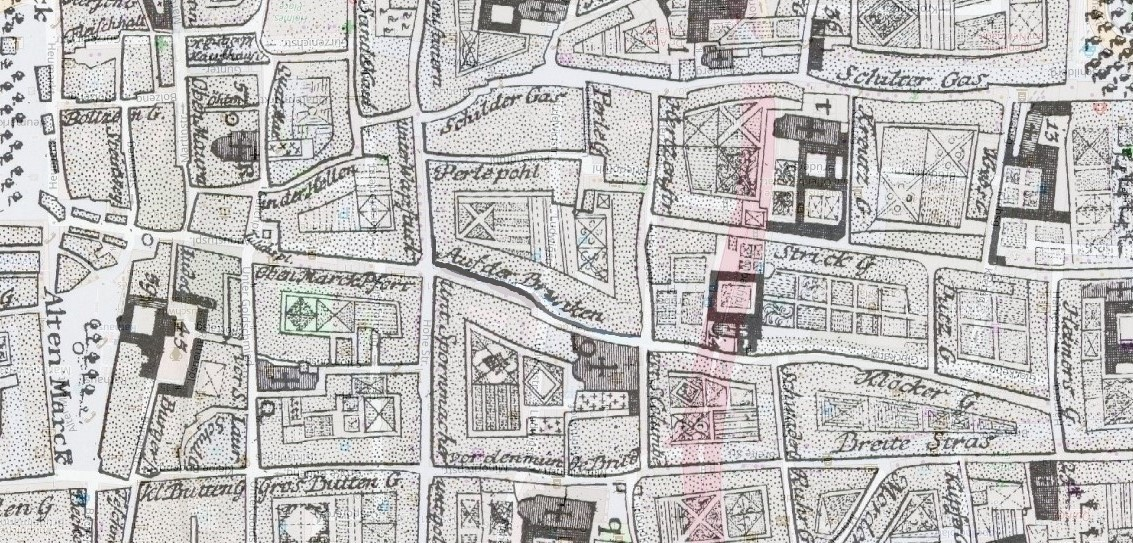
Kölner Stadtplan von 1752 (Johann Valentin Reinhardt, † 1769)

Inzwischen hieß die Straße im Kölner Stadtplan von 1752 des Johann Valentin Reinhardt „Auf der Brucken“, ab 1797 „Auf der Brück“ und erhielt während der Franzosenzeit durch den von Ferdinand Franz Wallraf im Januar 1813 herausgegebenen Itinéraire de Cologne wie alle Kölner Straßen einen französischen Namen (französisch rue du pont), die Hausnummern wurden umgestellt. So erhielt beispielsweise „Haus Gryn“ die Nr. 4585 (vorher Nr. 8). Die Durchnummerierung berücksichtigte nicht den Beginn einer neuen Straße, so dass in der westlichen Fortsetzung der Brückenstraße, der Glockengasse, die weltberühmte Nr. 4711 angesiedelt war.

### Gründerzeit

Brückenstraße 2–4 – Königin-Augusta-Passage (1883)

Das Pfarrhaus für St. Kolumba entstand in Nr. 16 ab 1828. Die kreuzende Ludwigstraße entstand erst vor 1844. Am 15. Dezember 1863 eröffnete die erste Kölner Ladenpassage unter dem Namen Königin-Augusta-Halle (Nr. 2–4) an der Ecke zur Hohe Straße. Sie war benannt nach Augusta von Sachsen-Weimar-Eisenach, Gattin von Wilhelm I.
Die Ladenpassage mit 56 Läden besaß ein verglastes Satteldach, zwei Passagenarme verbanden jeweils Hohe Straße und Brückenstraße im Winkel von etwa 90 Grad. Vom Zugang der Hohe Straße konnte man 20 Geschäfte, von der Brückenstraße aus 34 erreichen, ein Kaffeehaus und ein weiterer Laden befanden sich in der mittleren Gelenkachse. Weiteres wesentliches Bauwerk auf der Brückenstraße war das im April 1848 eröffnete „Hotel Disch“ (Nr. 19–21) gegenüber St. Kolumba.
Das nach Hotelier Franz Carl Damian Disch (1821–1880) benannte „erste Haus am Platze“ profilierte vom zunehmenden Tourismus in der Stadt. In der Wirtschaftskrise geriet der Betreiber Disch AG 1928 in die Insolvenz, und die Stadt Köln erwarb das Gebäude im September 1928. Es wurde im April 1929 niedergelegt und durch ein von Bruno Paul geplantes Verwaltungsgebäude ersetzt, das im Februar 1930 unter dem Namen Disch-Haus eingeweiht wurde.
Der im Juli 1847 gegründete Greven’s Adreßbuch-Verlag domizilierte mit einem Buch- und Antiquitätenladen seit Januar 1870 in Nr. 6, im Juni 1876 von Karl Warnitz & Co. übernommen. Schokoladenfabrikant Ludwig Stollwerck wohnte zwischen 1882 und 1889 in der Brückenstraße 12/Ecke Ludwigstraße, wo seine Söhne bereits im Dezember 1871 ein „Detail-Verkaufs-Magazin“ eröffneten, das 1939 abgebrochen wurde. Auf dem Foto des Metternicher Hofs um 1890 sind auch die Nachbargebäude wie Nr. 1–3 („kleines Haus zum Grin“) und Nr. 7 zu sehen.
1892 wurde in der Brückenstraße eine neue Fluchtlinie für den Hausbau festgesetzt, was die Häuser Nr. 7, 9 und 11 (letztere beiden gehörten Mumm von Schwarzenstein) betraf. Architekt Jacob Koerfer ließ für Ludwig Blatzheim und seinen Sohn Hans Herbert Blatzheim die mondäne und über Köln hinaus bekannt gewordene Bar Charlott-Chérie in Nr. 15 bauen, die im September 1927 eröffnet wurde.
Die Kirche St. Kolumba überstand im Zweiten Weltkrieg zwar im Mai 1942 den ersten großen Fliegerangriff und wurde nur leicht beschädigt. Ein weiterer Luftangriff im Februar 1943 führte zu starken Beschädigungen, den Angriff vom Juni 1943 überstand die Kirche bis auf wenige Mauerreste nicht mehr. Architekt Gottfried Böhms Neuaufbau begann mit dem Bauauftrag im April 1948, wobei die erhaltenen Mauerreste in das Bauwerk integriert wurden. Bei der Weihe im Dezember 1950 erhielt die Kirche die Bezeichnung „Madonna in den Trümmern“.

Brückenstraße 19–21 – Hotel Disch (Lithografie, Januar 1848)
Hohe Straße/Ecke Brückenstraße (Tilmann Watler, um 1850)
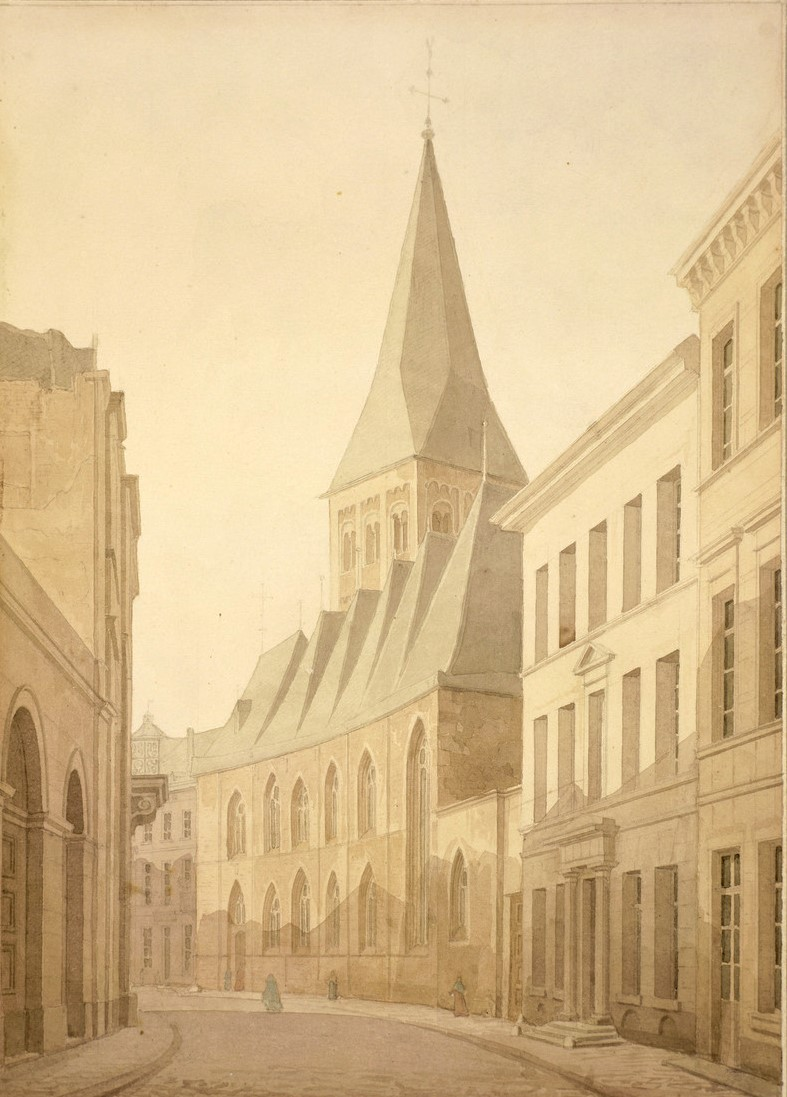
Brückenstraße mit St. Kolumba (Kupferstich von Johann Peter Weyer, 1852)
Brückenstraße 5 – „Metternicher Hof“ (um 1890)
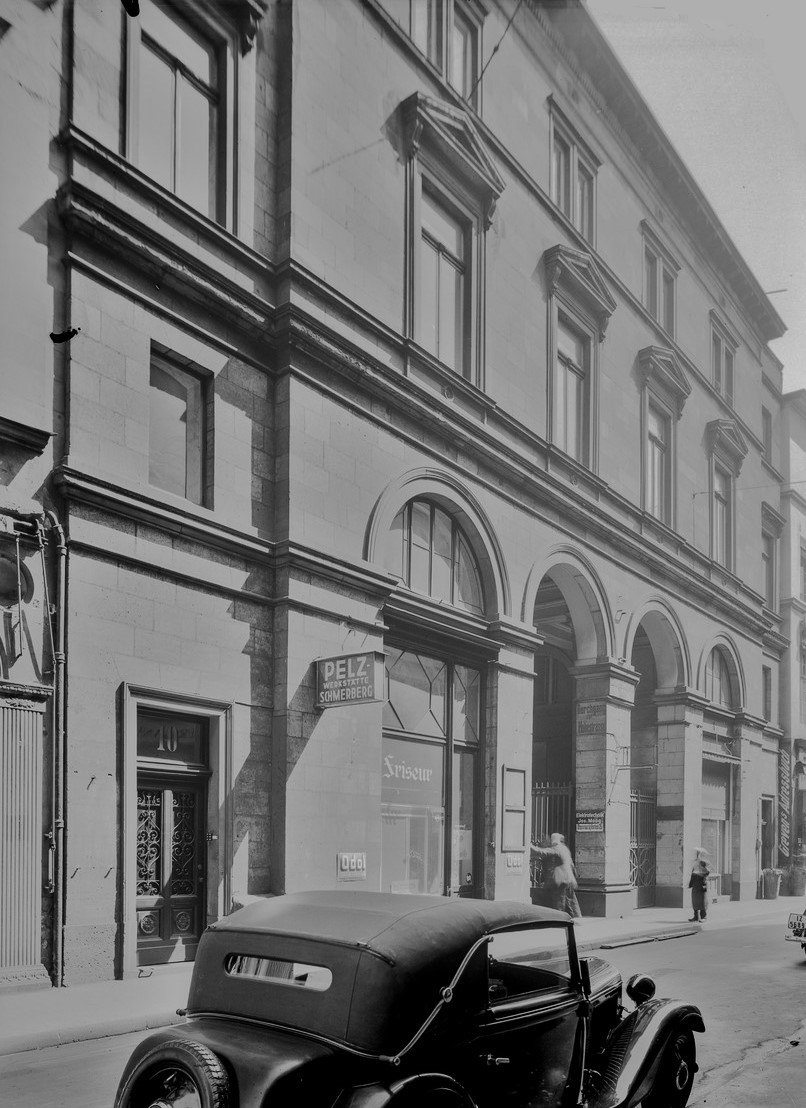
Brückenstraße 2–4 – Königin-Augusta-Passage (1912)
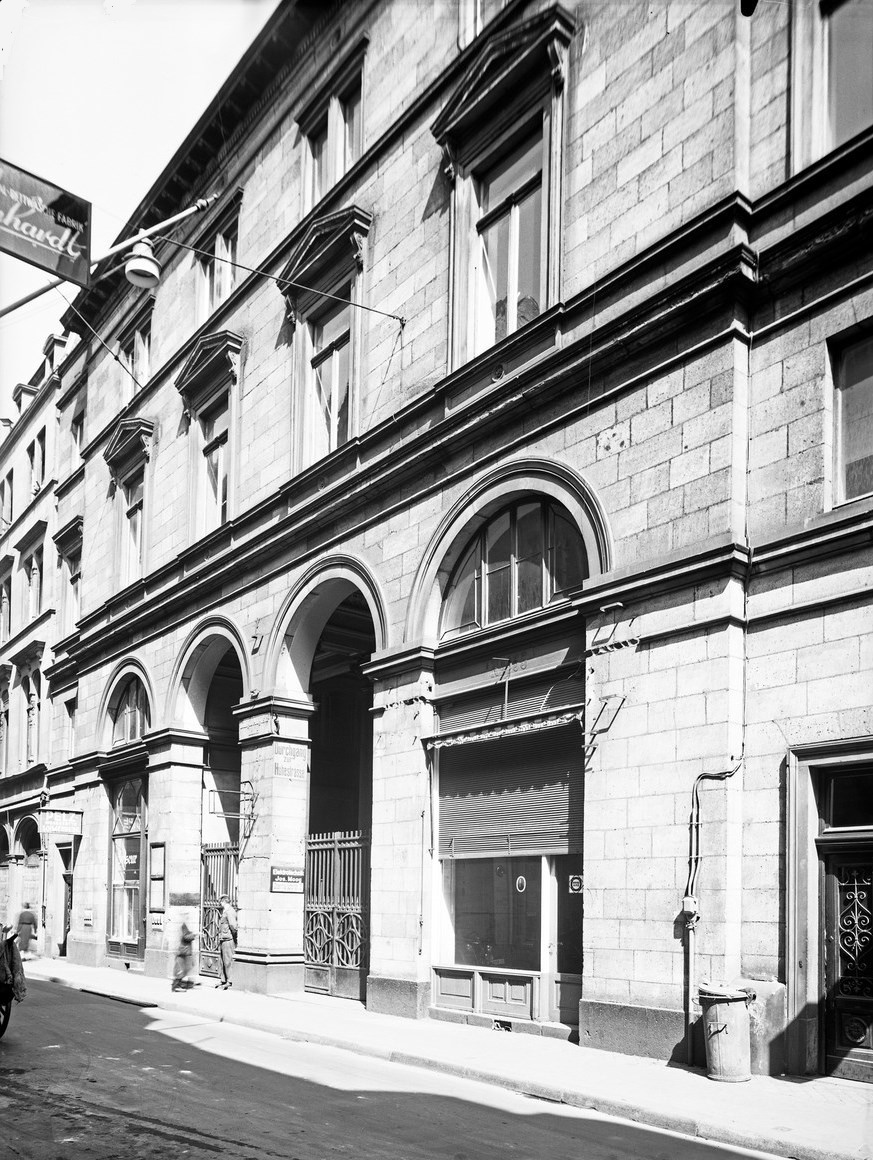
Brückenstraße 2–4 – Königin-Augusta-Passage (1912)
Brückenstraße 19–21 – Hotel Disch (Oktober 1912)

## Heutige Bebauung
Die von Theo Eigel zunächst 1851 auf der Schildergasse 36 gegründete Konditorei zog 1950 auf die Hohe Straße 76–78 um und befindet sich seit 1955 in der Brückenstraße 1–3. Das Gebäude in der Brückenstraße 17 wurde im August 1912 im Auftrag von S. J. Salomon als Textilkaufhaus vom Architekten Georg Falck gebaut. Dieses ursprüngliche „Kaufhaus Salomon“ wurde 1933 in „Haus Modeunion“ umbenannt. Das Gebäude wurde nach dem Zweiten Weltkrieg zunächst in schlichten Formen wiederaufgebaut und im Jahre 1985 in der originalen Form durch Überbau über die Ludwigstraße wiedererrichtet. Im benachbarten Disch-Haus brachte die Stadt Köln ab 1952 nacheinander das Liegenschaftsamt, später den Stadtkonservator, das Bürgeramt Innenstadt, das Sozialamt und das Rechnungsprüfungsamt unter. Das Mantelhaus Görtz in Nr. 2–4 eröffnete 1953 und schloss im Mai 2004.
Architekt Harald Deilmann ließ 1975 in der Ludwigstraße 2 einen Erweiterungsbau für die WestLB Köln errichten, der als Eckhaus in die Brückenstraße (Nr. 6) hineinreicht und dort als Ladenpassage fungiert. Zwischen Hohe Straße und Ludwigstraße wurde eine Fußgängerzone eingerichtet. Im November 2005 verkaufte die Stadt das Disch-Haus an ein Schweizer Konsortium für 18,3 Millionen Euro. Das Konsortium sanierte das Gebäude anschließend grundlegend und vermietete die 7.700 m² Büroflächen; als Ankermieter gewann man das westfälische Versandhaus Manufactum. Der 1952 im Gebäude installierte sockelgetriebene Schindler-Paternosteraufzug ist einer von fünf in Köln noch zugelassenen Paternostern und überstand die Renovierungen. Im Dezember 2008 ging das Gebäude für 40 Millionen Euro in das Eigentum der Bayerischen Versorgungskammer über.

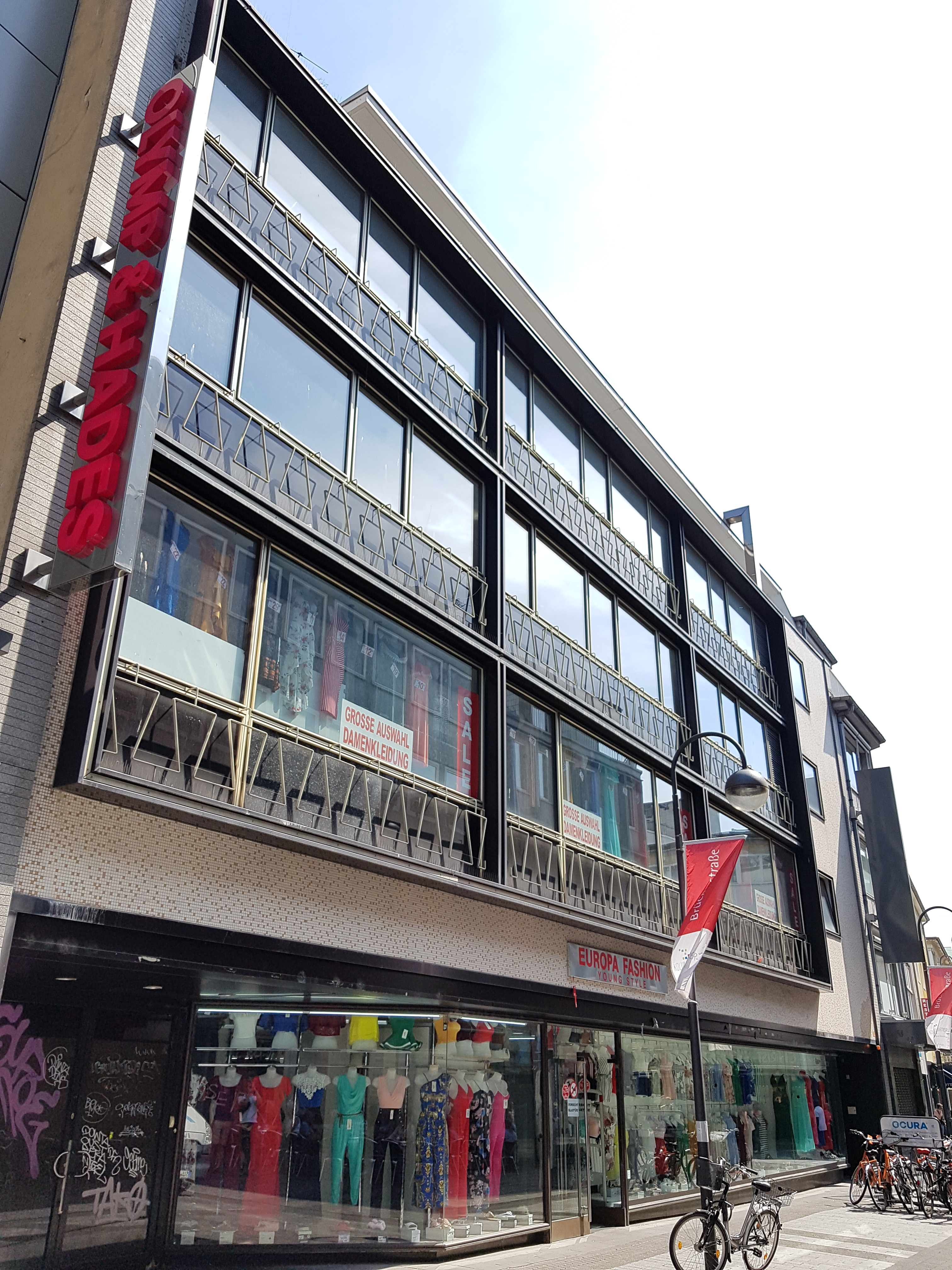
Brückenstraße 2–4 – Modehaus Görtz (Mai 2018)
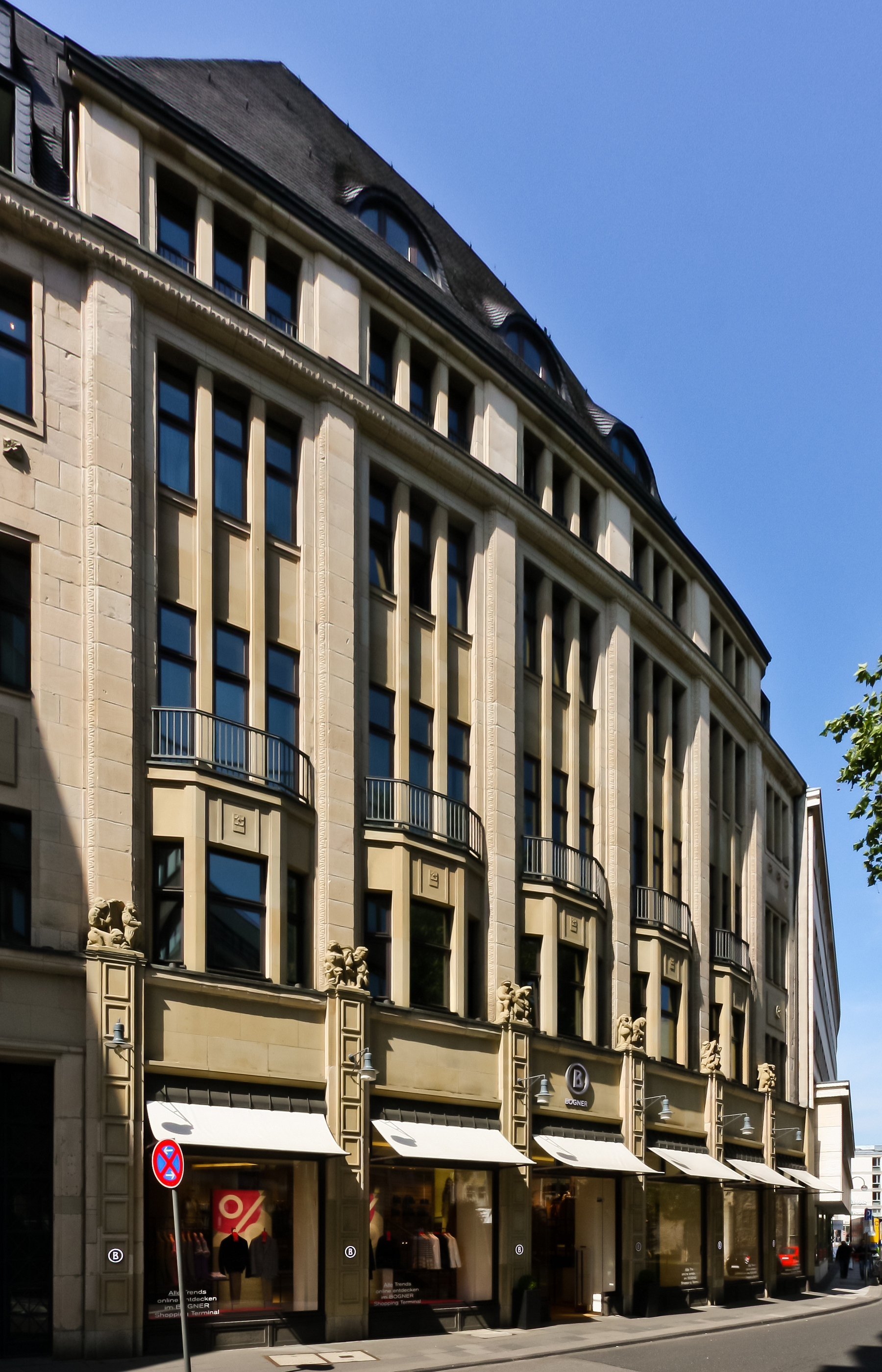
Brückenstraße 17 – Büro- und Geschäftshaus
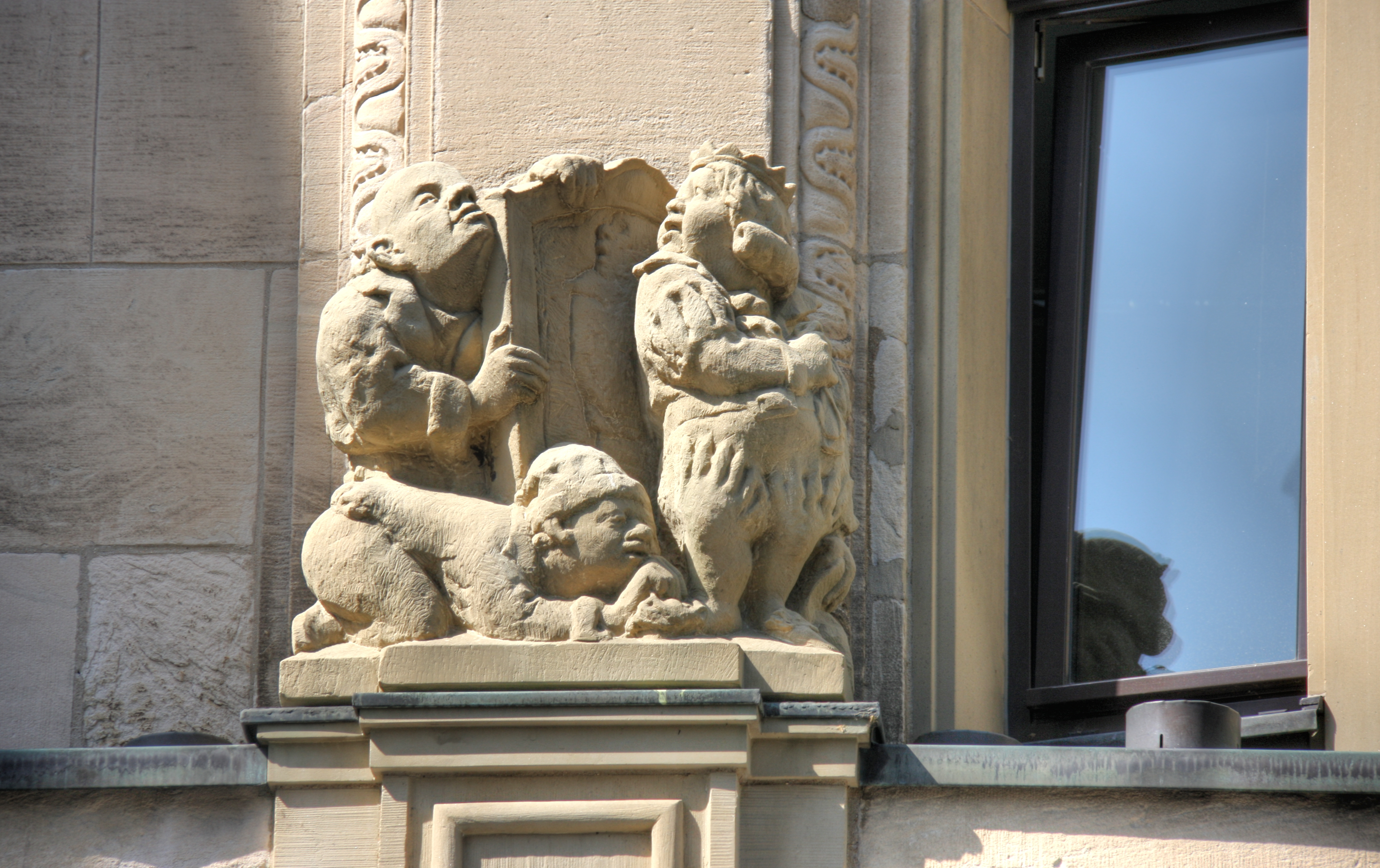
Brückenstraße 17 – Skulpturen an der Fassade aus dem Märchen „Des Kaisers neue Kleider“
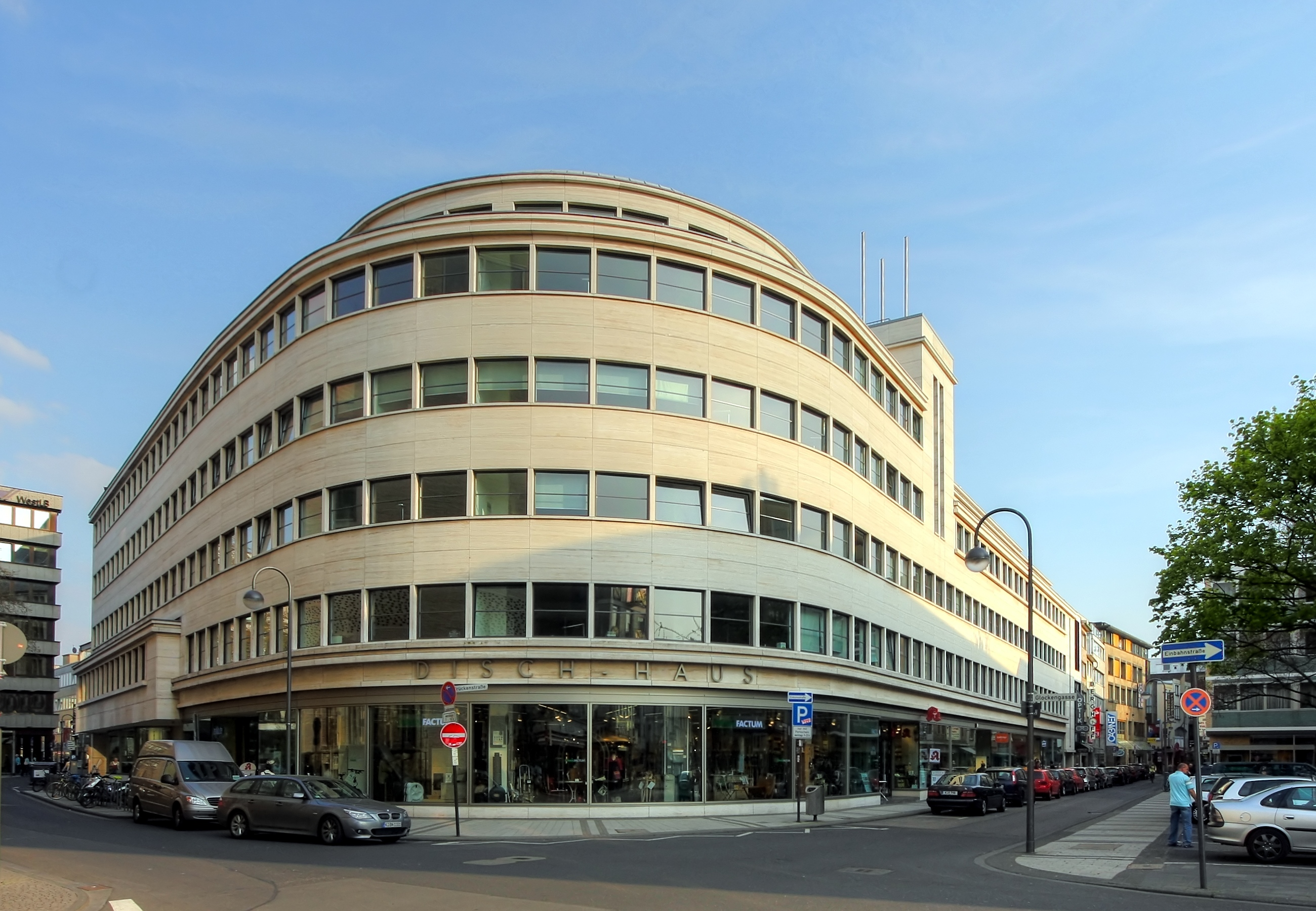
Brückenstraße 19 – Disch-Haus (April 2010)